# Prinzip der großen Abweichungen
Das Prinzip der großen Abweichungen (kurz LDP von Large Deviation Principle) ist ein Begriff aus der Theorie der großen Abweichungen. Es handelt sich um eine Charakterisierung des Grenzverhaltens einer Folge von Wahrscheinlichkeitsmaßen in Relation zu einer Ratenfunktion (siehe Konvergenzrate).

## Definition

### Ratenfunktion
Sei {\displaystyle X} ein topologischer Raum, der Hausdorff ist mit borelscher σ-Algebra {\displaystyle {\mathcal {B}}}. Eine Funktion {\displaystyle I:X\to [0,\infty ]} heißt Ratenfunktion (auch Cramér-Funktion genannt) falls Folgendes gilt:
1. {\displaystyle I} ist unterhalbstetig, d. h. es gilt {\displaystyle K_{l}=\{x\in X:I(x)\leq l\}} ist geschlossen für jedes {\displaystyle l<\infty }.
Man spricht von einer guten Ratenfunktion, falls zusätzlich gilt:
2. {\displaystyle K_{l}} sind kompakt.

### Prinzip der großen Abweichungen
Sei {\displaystyle (\mu _{\varepsilon })} eine Familie von Wahrscheinlichkeitsmaßen auf {\displaystyle X}. Weiter sei {\displaystyle \lambda (\varepsilon ):(0,\infty )\to \mathbb {R} } so dass {\displaystyle \lim \limits _{\varepsilon \to 0}\lambda (\varepsilon )=\infty }. Dann gilt für {\displaystyle (\mu _{\varepsilon })} das Prinzip der großen Abweichungen, falls eine Ratenfunktion {\displaystyle I} auf {\displaystyle X} existiert mit Rate {\displaystyle \lambda (\varepsilon )}, so dass Folgendes gilt:
1. Für alle offenen {\displaystyle O\subset X} gilt
{\displaystyle \liminf _{\varepsilon \to 0}{\frac {1}{\lambda (\varepsilon )}}\log \mu _{\varepsilon }(O)\geq -\inf \limits _{x\in O}I(x)}.
2. Für alle abgeschlossenen {\displaystyle C\subset X} gilt
{\displaystyle \limsup _{\varepsilon \to 0}{\frac {1}{\lambda (\varepsilon )}}\log \mu _{\varepsilon }(C)\leq -\inf \limits _{x\in C}I(x)}.